# Metarhizium
Genre
Metarhizium est un genre de champignons entomopathogènes dans la famille des Clavicipitaceae. Avec l'arrivée des techniques d'empreinte génétique, il est maintenant possible de placer ces champignons dans des taxons corrects. Ce sont des formes asexuées (anamorphes) de champignons ascomycètes. 
Les isolats appartenant auparavant à Metarhizium anisopliae ont maintenant été attribués à neuf espèces distinctes:
- M. anisopliae, y inclus beaucoup d'isolats décrit précédemment comme M. anisopliae var. anisopliae
- M. guizhouense (syn. M. taii)
- M. pingshaense
- M. acridum stat. nov. (= M. anisopliae var. acridum)
- M. lepidiotae stat. nov. (= M. anisopliae var. lepidiotae)
- M. majus stat. nov. (= M. anisopliae var. major)
- M. globosum sp. nov.
- M. robertsii sp. nov.
- M. brunneum

Des espèces reconnues depuis longtemps en tant que distinctes:
- M. album
- M. flavoviride
- M. frigidum

Les téléomorphes des espèces de Metarhizium semblent être des membres du genre Metacordyceps. Metacordyceps taii (comme Cordyceps taii) a été décrit en tant que téléomorphe de Metarhizium taii et a plus tard été synonymisé avec M. anisopliae var. anisopliae, mais il est maintenant accepté comme synonyme de M. guizhouense. 
Il n'est pas encore clair si les autres variétés de M. anisopliae ont leurs propres téléomorphes. Cependant, il est possible que certaines souches de M. anisopliae, sinon la plupart, ont perdu la capacité de se reproduire sexuellement.